# Peacekeeper Rail Garrison
Peacekeeper Rail Garrison — боевой железнодорожный ракетный комплекс, разработанный в 1980-е годы в США в рамках плана по развёртыванию 50 ракет LGM-118 на железнодорожной сети США.

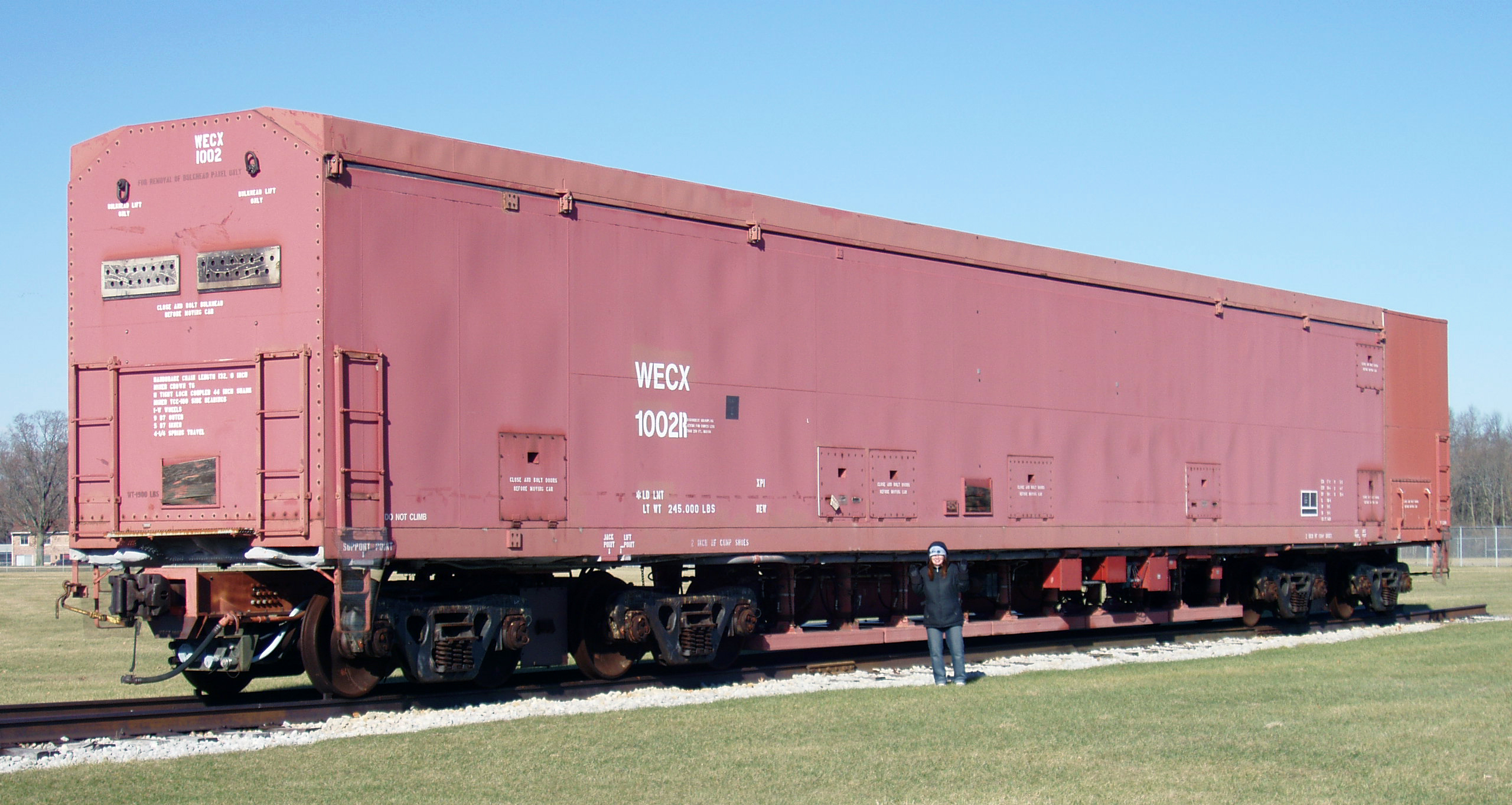
Пусковой вагон для ракеты MX в Национальном музее ВВС США

## История создания
Впервые идея о железнодорожном базировании баллистических ракет была подробно рассмотрена в США в начале 1960-х. Появление твердотопливной МБР «Минитмен», не нуждавшейся в предстартовой заправке, устойчивой (в отличие от ранних жидкотопливных ракет) к вибрации и тряске в движении, впервые сделало возможным запуски межконтинентальных баллистических ракет с мобильной платформы. Предполагалось, что поезда с ракетами будут регулярно передислоцироваться между предварительно просчитанными позициями (так как МБР того времени нуждались в точном определении координат места старта для работы своей инерциальной системы навигации) и поэтому будут практически неуязвимы для ракетного нападения со стороны СССР.
Летом 1960 года в рамках теоретической проработки была проведена операция «Большая Звезда» (англ. Big Star), в рамках которой прототипы будущих железнодорожных пусковых комплексов перемещались по железным дорогам США. Целью учений была проверка мобильности комплексов, возможности их рассредоточения по железнодорожным линиям, эксплуатируемым коммерческими компаниями. По результатам операции в 1961 был подготовлен проект и создан прототип железнодорожного состава, способного нести пять ракет «Минитмен» на специально усиленных платформах.

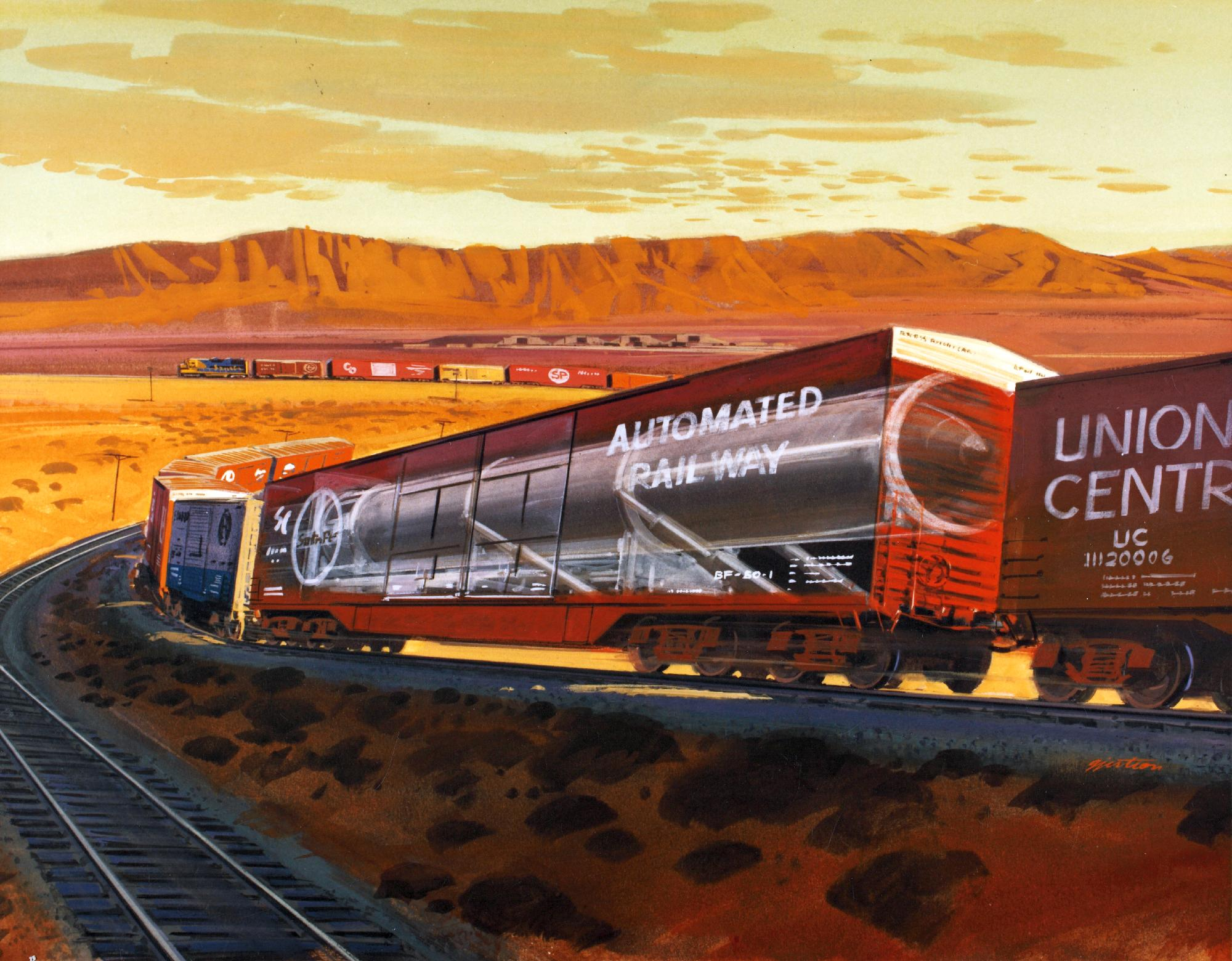
Состав с ракетой MX в пусковом контейнере

Предполагалось, что первые мобильные «Минитмены» поступят на вооружение летом 1962 года. ВВС рассчитывали развернуть 30 поездов, несущих, общим счетом, 150 ракет. Однако стоимость проекта была сочтена слишком высокой. Шахтные пусковые комплексы для «Минитменов» были сочтены более эффективным решением: дешёвым по сравнению с ШПУ МБР «Атлас» и «Титан», защищённым от существующих советских МБР, имевших в то время крайне низкую точность. Летом 1961 проект был закрыт; созданные прототипы пусковых поездов использовались как транспортеры для доставки «Минитменов» с заводов к базам шахтного развёртывания.
В СССР разработка БЖРК началась с 1969 года. По-видимому, несмотря на высокую секретность, к концу этапа разработки в СССР разведка США получила некую информацию о новом оружии, из-за чего Пентагон, желая обеспечить паритет вооружений, поставил задачу разработки аналогичного комплекса в США. 19 декабря 1986 года было объявлено о начале работ по новому проекту создания боевого железнодорожного ракетного комплекса. Как и в случае с предыдущим проектом, было решено использовать существующую ракету. Этой ракетой стала LGM-118A «Peacekeeper».
К проекту был привлечен ряд ведущих предприятий США работавших в сфере обороны: Boeing Aerospace Corporation, Rockwell International Autonetics и Westinghouse Marine Division.
Каждый состав должен был состоять из двух четырёхосных тепловозов EMD GP40-2 (производство Electro-Motive Diesel), двух вагонов для размещения подразделений охраны (модифицированные крытые вагоны), двух вагонов, входящих в пусковую установку, содержащих одну ракету в транспортно-пусковом контейнере (модифицированные крытые вагоны), вагона с пунктом управления (также модифицированный крытый вагон производства Westinghouse), вагона с запасами топлива (вагон-цистерна) и вагона с передвижной мастерской (крытый вагон, в котором размещено оборудование для текущего обслуживания и мелкого ремонта).
Вагон с пусковой установкой имел длину 26 метров 52 см. Вес вагона с ракетой составлял 250 тонн. При получении команды на пуск ракеты осуществлялся подъём ракеты в вертикальное положение.
Личный состав боевого комплекса составлял 38 человек: командир поезда, четыре машиниста локомотива, один медик, шесть человек обслуживающего персонала, 26 человек — подразделение охраны. Срок автономной работы поезда рассчитывался на один месяц.
После испытаний на Гудзоне в 1989 году два тепловоза, ранее принадлежавших CSX (EMD GP40-2 и EMD GP38-2), были отправлены в Маунт-Вернон (Иллинойс) для ремонта и модификации тепловозов: установки систем динамического торможения, установки пуленепробиваемых стёкол в кабину. Предполагалось, что ремонт и модернизация продлятся два года.
Стратегическое командование ВВС США планировало разместить два первых состава на авиабазе Francis E. Warren Air Force Base, недалеко от главной линии Union Pacific Railroad вблизи города Шайенн, Вайоминг.
Однако план был отменён вследствие сокращений расходов на оборону после окончания «холодной войны», а ракеты «Миротворец» были установлены в шахтных пусковых установках. 27 сентября 1991 года Президент США Джордж Буш-старший подписал указ о прекращении программы.